# Echte boa's
De echte boa's (Boinae) zijn een onderfamilie van de reuzenslangen (Boidae). 

## Naam en indeling
De wetenschappelijke naam van de groep werd voor het eerst voorgesteld door John Edward Gray in 1825.
Echte boa's zijn de grootste onderfamilie van de reuzenslangen. Twee andere bekendere onderfamilies zijn de Ungaliophiinae en de Erycinae of zandboa's. Echte boa's verschillen van de zandboa's doordat ze meestal in bomen leven en veel groter worden. Vroeger werden de pythons tot de reuzenslangen gerekend, maar dit is achterhaald. Het grootste verschil met de pythons is dat deze laatsten eieren produceren, de echte boa's zijn eierlevendbarend.

## Geslachten
Er zijn 35 moderne soorten die verdeeld worden in vijf geslachten, deze zijn onderstaand weergegeven met de auteur en het verspreidingsgebied. Er zijn ook enkele uitgestorven geslachten van reuzenslangen bekend, zoals Titanoboa.
| Naam                     | Auteur                 | Verspreidingsgebied |
| ------------------------ | ---------------------- | --- |
| Boa                      | Linnaeus, 1758         | Midden- en Zuid-Amerika; Mexico, Belize, Guatemala, Honduras, El Salvador, Nicaragua, Costa Rica, Panama, Colombia, Venezuela, Guyana, Frans-Guyana, Suriname, Peru, Bolivia, Brazilië, Argentinië, Ecuador, Paraguay, Trinidad, Tobago, Antillen |
| Chilabothrus             | Duméril & Bibron, 1844 | Caribisch Gebied |
| Hondskopboa's (Corallus) | Daudin, 1803           | Midden- en noordelijk Zuid-Amerika; Nicaragua, Grenada, Brazilië, Saint Vincent en de Grenadines, Guatemala, Ecuador, Costa Rica, Panama, Colombia, Honduras, Guyana, Suriname, Frans-Guyana, Venezuela, Trinidad en Tobago, mogelijk in Belize   |
| Slanke boa's (Epicrates) | Wagler, 1830           | Midden- en Zuid-Amerika; Frans-Guyana, Suriname, Guyana, Colombia, Venezuela, Peru, Brazilië, Bolivia, Argentinië, Nicaragua, Costa Rica, Panama, Trinidad en Tobago, Paraguay                                                                    |
| Anaconda's (Eunectes)    | Wagler, 1830           | Zuid-Amerika; Argentinië, Colombia, Brazilië, Ecuador, Paraguay, Bolivia, Peru, Guyana, Frans-Guyana, Trinidad, Uruguay, Venezuela |